# ヒネ・ヌイ・テ・ポ
ヒネ・ヌイ・テ・ポ（Hine-nui-te-pō）は、マオリ神話の夜と死の女神。

## 概要
森の神タネと女神ヒネ・ハウ・オネの間から生まれた。出生当初は「夜明けの女」を意味するヒネ・ティタマという名前で、やがて彼女はタネが自分の父親だと知らないままタネと結婚する。ある時彼女はタネに自分の父親は誰かと尋ねたが「家の柱に聞け」と言われた。ヒネ・ティタマは家の柱に尋ねたが、柱も壁板も答えはしなかった。そこでヒネ・ティタマは事実を悟り、恥ずかしさのあまり彼女はハワイキから地下の世界ポの闇へと逃げた。タネはヒネ・ティタマを追いかけようとしたが、彼女はこの世の絆を断ち切り、タネは地上に戻って光の世界の子孫の面倒を見なければならないこと、その間、自分は闇の世界で子孫を引きずり込むことを大声で告げた。これが死の起源になった。夜明けの女ヒネ・ティタマは暗黒の女神ヒネ・ヌイ・テ・ポになった。